# 金平假瘤蕨
金平假瘤蕨（学名：Phymatopteris kingpingensis）为水龙骨科假瘤蕨属下的一个种。

## 扩展阅读
- 維基物種上的相關：金平假瘤蕨